# Merklingen
Merklingen es un municipio situado en el distrito de Alb-Danubio, en el estado federado de Baden-Wurtemberg, Alemania.
Se encuentra ubicado al este del estado, en la región de Tubinga, cerca de la orilla del Danubio, de la ciudad de Ulm y de la frontera con el estado de Baviera.